# Hubert Kornelisz. Poot
Pour les articles homonymes, voir Poot.

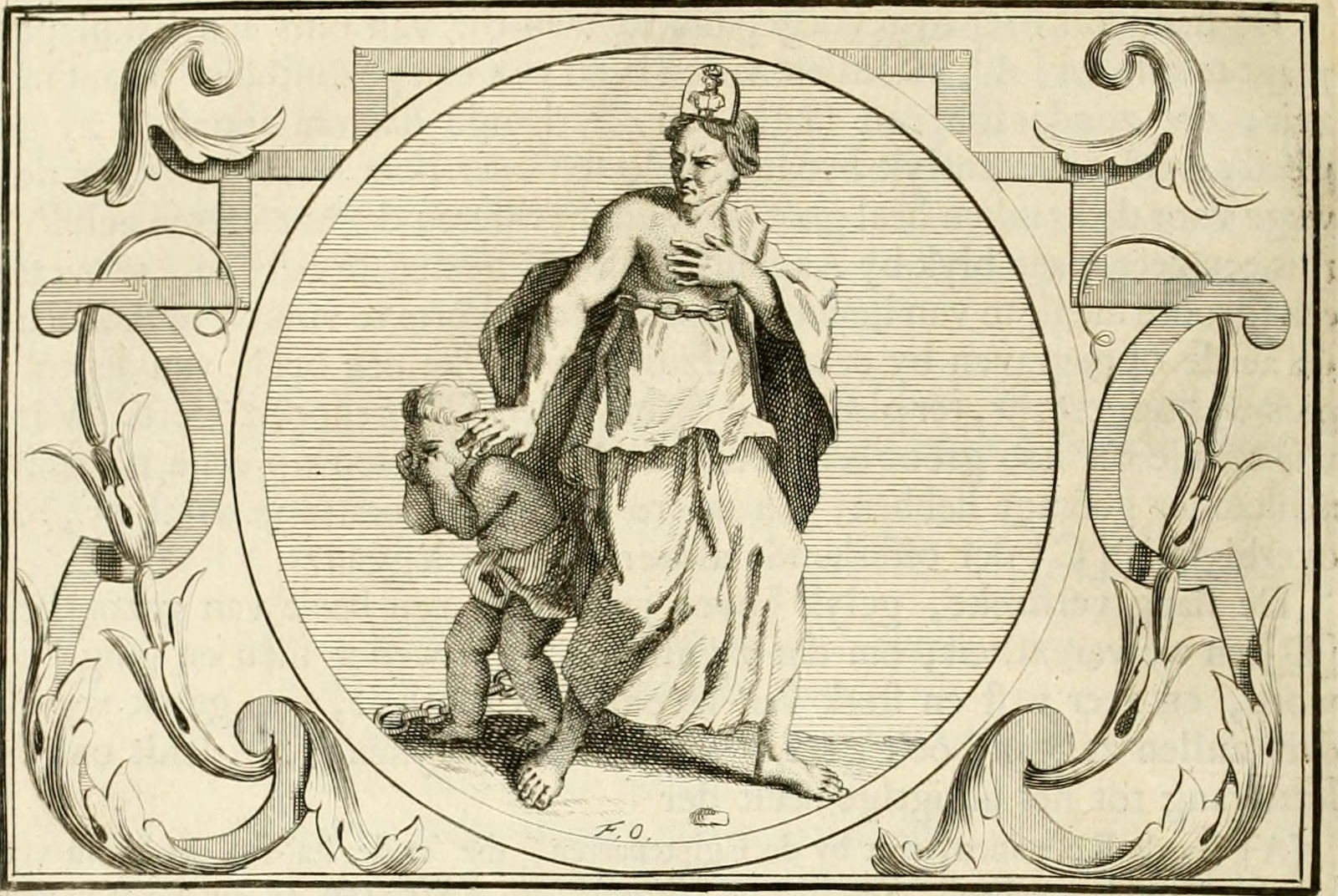
"Het groot natuur- en zedekundigh werelttoneel"

Hubert Kornelisz. Poot, ou Hubert Korneliszoon Poot, ou Hubert Poot, fils de Corneille (29 janvier 1689, Abtswoude - 31 décembre 1733, Delft) est un poète néerlandais du XVIIIe siècle.

## Biographie
Hubert Kornelisz. Poot est né le 29 janvier 1689 à Abtswoude, non loin de Delft, aux Pays-Bas. D'origine paysanne, et ayant peu d'éducation, paysan lui-même, il parvient à rédiger des poèmes très originaux de façon autodidacte. Il écrit des poèmes inspirés de la Bible et de la mythologie grecque, des poèmes champêtres, des chants marins, des poésies érotiques. Il rédige également des poésies mêlées, des panégyriques, des épithalames et des chants funéraires.
Souffrant d'une maladie de rein, il meurt le 31 décembre 1733 à Delft. Il est inhumé dans la Vieille Église de Delft.

## Œuvres
- Poèmes, volume 1, en néerlandais: "Gedichten, Deel 1" (1716)
- Poésies Mêlées, en néerlandais: "Mengeldichten" (1716-1722)
- Poèmes, volume 2, en néerlandais: "Gedichten. Deel 2" (1728)
- Poèmes, volume 3, en néerlandais: "Gedichten. Deel 3" (1735)
- "Het groot natuur- en zedekundigh werelttoneel" (1743-1750)